# فيداليا
فيداليا (لويزيانا) (بالإنجليزية: Vidalia, Louisiana)‏ هي مدينة و مقر المقاطعة تقع في الولايات المتحدة في لويزيانا.

## أعلام
- سبنسر وليامز
- مايك ساندرز
- جون بروكس